# 保定街道
保定街道，是中华人民共和国安徽省芜湖市弋江区下辖的一个乡镇级行政单位。

## 行政区划
保定街道下辖以下地区：
渡口村、鸭棚村、团洲村、焦湾村、黄垅村、新胜村、联群村、沿湖村和老垅村。